# Sajano-Šušenska hidroelektrarna
Sajano-Šušenska hidroelektrarna (rusko Сая́но-Шу́шенская гидроэлектроста́нция) je hidroelektrarna na reki Jenisej, v bližini mesta Sajanogorsk, Rusija. Je največja elektrarna v Rusiji in enajsta največja hidroelektrarna na svetu po količini proizvedene energije (stanje 2021).

Gradnja se je začela leta 1961, končala pa leta 1978.Višina jezu je 242 metrov, dolžina pa 1066 metra. Rezervoar ima kapaciteto 31,3 km3 vode, površina rezervoarja je 21 km2. Hidroelektrarna ima deset 640-MW turbin, skupna kapaciteta je 6400 MW. Hidravlični padec je 194 metrov. Na leto generira okrog 23,5 TWh.
Z elektrarno upravlja podjetje RusHidro (РусГидро). Okrog 70 % proizvedene energije se uporabi za pridobivanje aluminija pri podjetju Rusal. 
17. avgusta 2009 se je v hidroelektrarni zgodila nesreča, v kateri je razneslo eno od turbin, voda pa je poplavila in poškodovala večino elektrarne. Življenje je izgubilo 75 ljudi, prišlo je do izpada električne energije in do razlitja olja po Jeniseju. Elektrarna je znova začela obratovati februarja 2010, popravila pa so se končala leta 2014. 